# Иванов, Виктор Акимович
Виктор Акимович Иванов (р. 1921) — советский инженер-конструктор, кораблестроитель.

## Биография
Родился 6 февраля 1921 года в Николаеве (ныне Украина). Призван в РККА в 1939 году. Участник Великой Отечественной войны. Член ВКП(б) с 1943 года.
В 1953 году окончил Николаевский кораблестроительный институт.
В 1956—1991 годах работал старшим инженером технического отдела ЦКБ «Черноморсуднопроект».
В 1958 году основал отдел художественных макетов, в 1959 году впервые в области судостроения разработал и воплотил в жизнь объемную методику проектирования помещений кораблей, и практику макетов художественно-архитектурных видов кораблей.
Во времени создания Музея судостроения и флота в Николаеве вёл научно-исследовательскую работу по расширенному изучению истории парусного флота, судостроения и кораблестроения XVIII—XX веков. Его команда собрала ценные исторические материалы, по которым макетостроители под его руководством изготовили 22 демонстрационные модели судов и кораблей разных времён.

## Награды и премии
- Государственная премия УССР имени Т. Г. Шевченко (1981) — за создание Музея судостроения и флота в Николаеве
- орден Отечественной войны I степени (6.4.1985)
- медаль «За отвагу» (10.5.1943)